# Craig B. Thompson

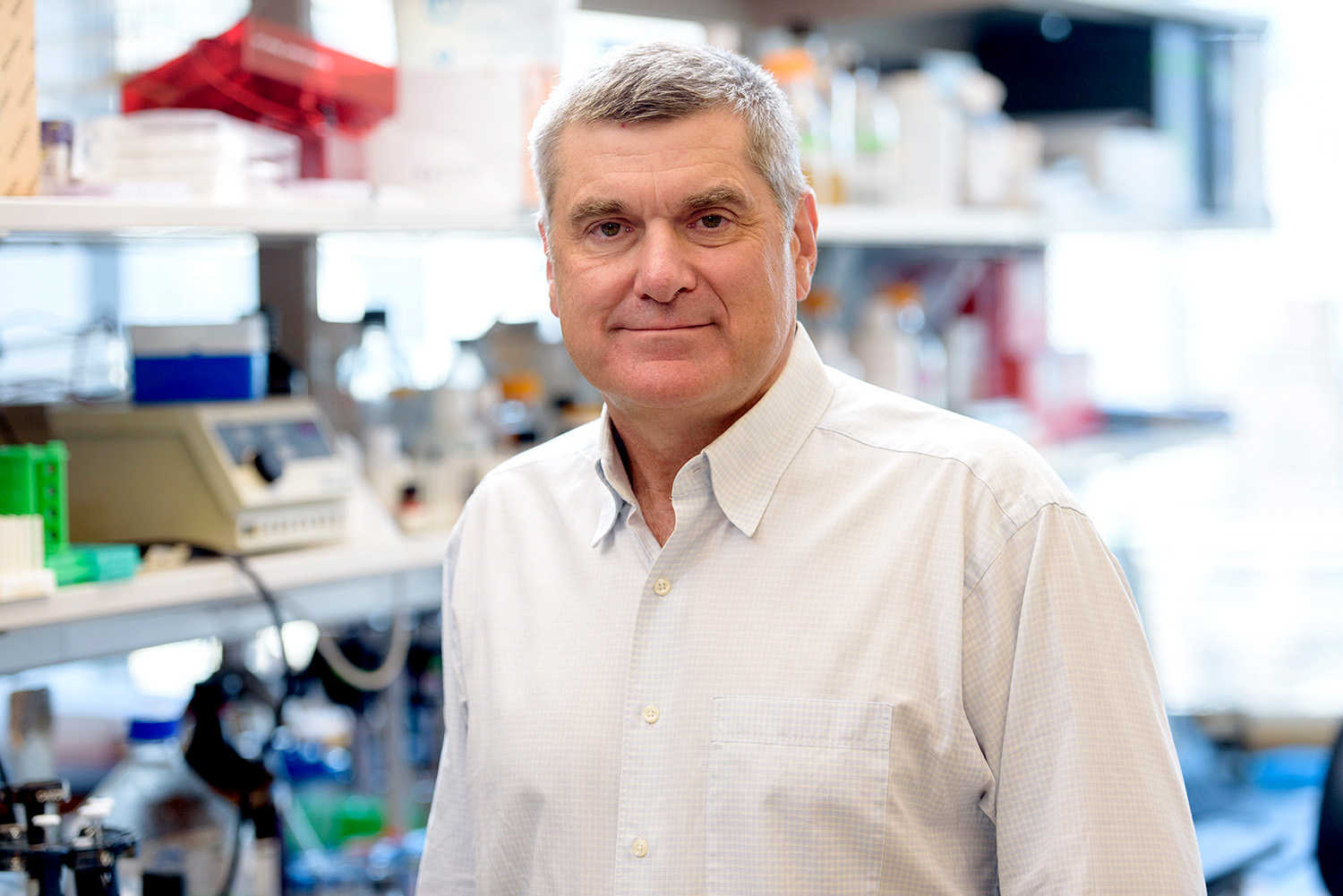
Craig B. Thompson

Craig B. Thompson (* 1953) ist ein US-amerikanischer Immunologe, Onkologe und Krebsforscher am Memorial Sloan-Kettering Cancer Center in New York City.

## Leben
Thompson erwarb einen Bachelor am Dartmouth College und studierte anschließend an der University of Pennsylvania Medizin, 1977 schloss er das Studium mit dem M.D. ab. Seine Ausbildung zum Facharzt für Innere Medizin absolvierte er an der Harvard Medical School und dem Fred Hutchinson Cancer Research Institute an der University of Washington. Anschließend arbeitete er am National Naval Medical Center in Bethesda, Maryland und erhielt gleichzeitig eine erste Professur (Assistant Professor) an der dortigen Uniformed Services University of the Health Sciences. 1987 wechselte Thompson als Assistant Professor für Innere Medizin an die University of Michigan, 1993 als ordentlicher Professor an die University of Chicago, wo er dem Gwen Knapp Center for Lupus and Immunology Research vorstand.
Von 1987 bis 1999 forschte Thompson zusätzlich für das Howard Hughes Medical Institute. Von 1999 bis 2010 war er Professor an der University of Pennsylvania, wo er zunächst dem Forschungsinstitut für familiär gehäuften Krebs vorstand und ab 2006 die Leitung des dortigen Abramson Cancer Center übernahm.
Seit 2010 ist Thompson Präsident des Memorial Sloan-Kettering Cancer Center in New York City. Seine Frau Tullia Lindsten arbeitet ebenfalls als Krebsforscherin dort.

## Wirken
Thompson betreibt Grundlagenforschung auf dem Gebiet der Krebs-Biologie und -Immunologie. Seine bahnbrechenden Arbeiten trugen zur Entwicklung neuartiger Medikamente zur Behandlung von Autoimmunkrankheiten, Transplantatabstoßung, Krebs und AIDS bei.
Thompson konnte zeigen, dass CD28 die Produktion von Zytokinen, das Überleben von Lymphozyten und die Homöostase des Immunsystems reguliert. Thompson und Mitarbeiter identifizierten CTLA-4 als negativen Regulator der CD28-Aktivierung. Weitere Entdeckungen Thompsons umfassen: Genkonversion als Mechanismus der Diversifizierung von Immunglobulinen (zumindest bei Vöglen), Anfügen phosphorylierter Nukleotide bei der V(D)J-Rekombination, Kanal-formende Eigenschaften von Bcl-2-Proteinen und ihre Bedeutung bei der Regulation der Mitochondrien-Funktion, die Rolle von Bax und Bak bei der Apoptose. Aktuelle Arbeiten befassen sich mit Signaltransduktion zur Regulierung von Nährstoffaufnahme in die Zelle und deren Bedeutung für Zellwachstum und -überleben.
Thompson ist (Stand 2016) Autor von mehr als 350 Arbeiten mit Peer-Review und von mehr als 85 systematischen Übersichtsarbeiten. Seit 2016 zählt ihn Thomson Reuters aufgrund der Zahl seiner Zitierungen zu den Favoriten auf einen Nobelpreis (Thomson Reuters Citation Laureates).

## Auszeichnungen (Auswahl)
- 1999 Mitglied der American Academy of Arts and Sciences[3]
- 2003 Stanley J. Korsmeyer Award[4]
- 2005 Mitglied der National Academy of Sciences[5]
- 2024 Watanabe Prize[6]